# 大瑞铁路澜沧江大桥
大瑞铁路澜沧江大桥是大瑞铁路跨过澜沧江的橋梁，位于云南省保山市，为下承式拱桥，主跨342米。